# Герб Вишнівки (Куп'янський район)
Герб Вишні́вки — один з офіційних символів села Вишнівка, Куп'янський район Харківської області, затверджений рішенням сесії Вишнівської сільської ради. Герб є промовистим.

## Опис
Щит перетятий золотим та зеленим. На верхній частині червона стигла вишня. На нижній срібний веселий півень. Герб облямований декоративним картушем і прикрашений сільською короною.
Золоте поле символізує багатство краю і святість помислів тутешніх людей, вишня — причинний зв'язок із назвою села. Півень — символ основної господарської справи місцевих жителів.